# Füsun Önal

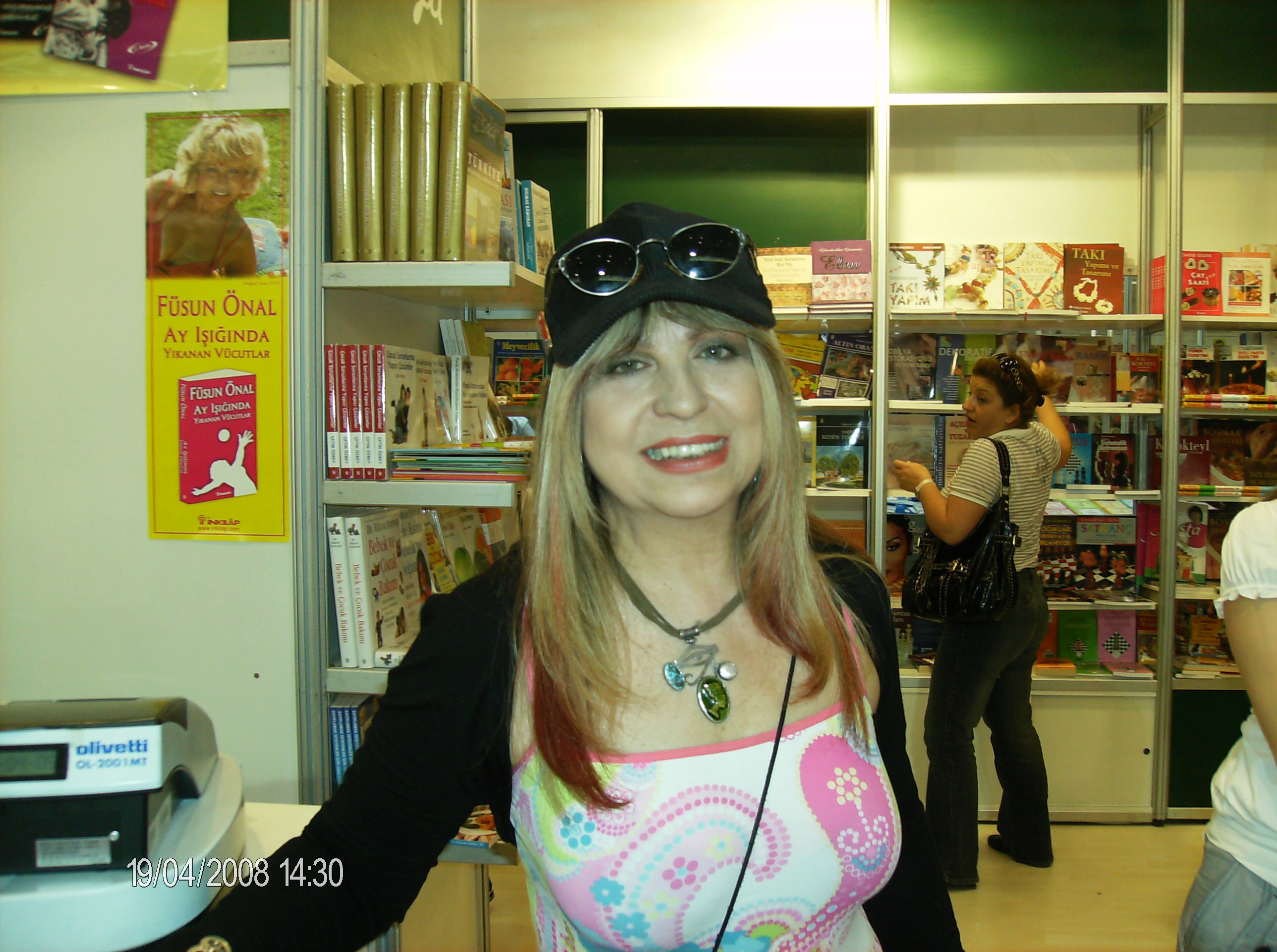
Füsun Önal

Füsun Önal (Istambul, Turquia, 11 de março de 1947) é uma cantora, escritora e atriz turca.